# Peter Appel
Peter Appel est un acteur américain.

## Biographie
Il fait régulièrement des performances au New York Shakespeare Festival.

## Filmographie

### au cinéma
- 1989 : Silence Like Glass (Zwei Frauen) de Carl Schenkel
- 1990 : Chacun sa chance (Everybody Wins) de Karel Reisz : Sonny
- 1990 : Jours de tonnerre (Days of Thunder) de Tony Scott : personnage de l'équipe de Cole Trickle
- 1990 : Présumé innocent (Presumed Innocent) d'Alan J. Pakula
- 1991 : À propos d'Henry (Regarding Henry) de Mike Nichols : Eddie le portier
- 1992 : Ombres et Brouillard (Shadows and Fog) de Woody Allen : policier
- 1992 : Basic Instinct de Paul Verhoeven : détective
- 1993 : Le Saint de Manhattan (The Saint of Fort Washington) de Tim Hunter : Demolition Man
- 1993 : Mr. Wonderful (Québec : L'Homme idéal) d'Anthony Minghella : Harry
- 1993 : Trip nach Tunis de Peter Goedel
- 1994 : Léon (Québec : Le Professionnel) de Luc Besson : Malky
- 1995 : Jerky Boys, le film (The Jerky Boys: The Movie) de James Melkonian (en) : Sonny
- 1995 : Le Maître des lieux (Man of the House - Québec : L'Homme de la maison) de James Orr : Tony
- 1996 : À table (Big Night) de Campbell Scott et Stanley Tucci : Chubby
- 1996 : Mesure d'urgence (Extreme Measures - Québec : Mesures extrêmes) de Michael Apted : détective Stone
- 1996 : Sleepers (Québec : La Correction) de Barry Levinson : le petit-ami
- 1997 : Six Ways to Sunday d'Adam Bernstein (en) : Abie Pinkwise
- 1998 : Side Streets (en) de  Tony Gerber (en) : Boomir
- 1998 : Above Freezing de Frank Todaro : Al Bergdahl
- 1999 : Babylon, USA (Judy Berlin) d'Eric Mendelsohn : M. V
- 1999 : The Tic Code de Gary Winick : un ingénieur du son
- 1999 : Jump (en) de Justin McCarthy : Dominick
- 2000 : Overnight Sensation de Glen Trotiner : Chase Davis
- 2000 : Coyote Girls (Coyote Ugly) de David McNally : client de la pizzeria
- 2001 : Get Well Soon de Justin McCarthy : Angry
- 2002 : Bedford Springs de Marc Berlin (en) : directeur du magasin de musique
- 2002 : Séduction en mode mineur (Tadpole) de Gary Winick : Jimmy le portier
- 2002 : Spider-Man de Sam Raimi : Cabbie
- 2002 : Oncle Roger (Roger Dodger) de Dylan Kidd : portier
- 2002 : Standard Time de Robert Cary
- 2003 : God Has a Rap Sheet de Kamal Ahmed : Josh Zmirov
- 2003 : Marci X de Richard Benjamin : gardien de prison
- 2005 : Confess (en) de Stefan Schaefer : homme costaud
- 2007 : Arranged (en) de Diane Crespo (en) et Stefan Schaefer (en) : Yitzahk Bello
- 2007 : The Speed of Life d'Edward A. Radtke
- 2007 : Soul Mates de Naomi Rossdeutscher : Poséidon
- 2019 : Bad Education de Cory Finley (en)

### à la télévision
- 1991 : New York, unité spéciale : Baumann (saison 2, épisode 5)
- 1993 : Les Aventures du jeune Indiana Jones (The Young Indiana Jones Chronicles) : Ross (série télévisée - Saison 2, épisode 8)
- 1998 : La Famille trahie (Witness to the Mob) : Eddie Garafolo (téléfilm)
- 1999 : Oz : Lawrence Bailey (Série télévisée - Saison 3, épisode 2)
- 2000 : Cosby : Henry (Série télévisée - Saison 4, épisode 21)
- 2000 : Ed : Jack Fundus (Série télévisée - Saison 5, épisode 1)
- 2000 : New York, unité spéciale (Law & Order: Special Victims Unit) : Détective Greenberg (saison 1, épisode 19)
- 2001 : Big Apple : John Corelli (Série télévisée)
- 2002 : New York, section criminelle (Law & Order: Criminal Intent) : Dr Holgreen (saison 2, épisode 9)
- 2002 : New York Police Blues (NYPD Blue) : Harvey
- 2003 : New York, police judiciaire : Mr. Krakow (saison 13, épisode 13)
- 2004 : Larry et son nombril (Curb Your Enthusiasm) : portier (Série télévisée - Saison 4, épisode 10)
- 2004 : New York, unité spéciale (Law & Order: Special Victims Unit) : Marvin Friedman (saison 5, épisode 22)
- 2005 : New York, cour de justice (Law & Order: Trial by Jury) : Frederick Merriwether (saison 1, épisode 2)
- 2005 : La Star de la famille (Hope & Faith) : Ned (Série télévisée - Saison 3, épisode 6)
- 2007 : New York, section criminelle (Law & Order: Criminal Intent) : Louis Bernoff (saison 6, épisode 20)
- 2007 : Kill Point : Dans la ligne de mire : Teddy Sabian (Série télévisée)
- 2009 : New York, police judiciaire : Mr. Sturges (saison 19, épisode 20)